# Hôtel de Saint-Aignan

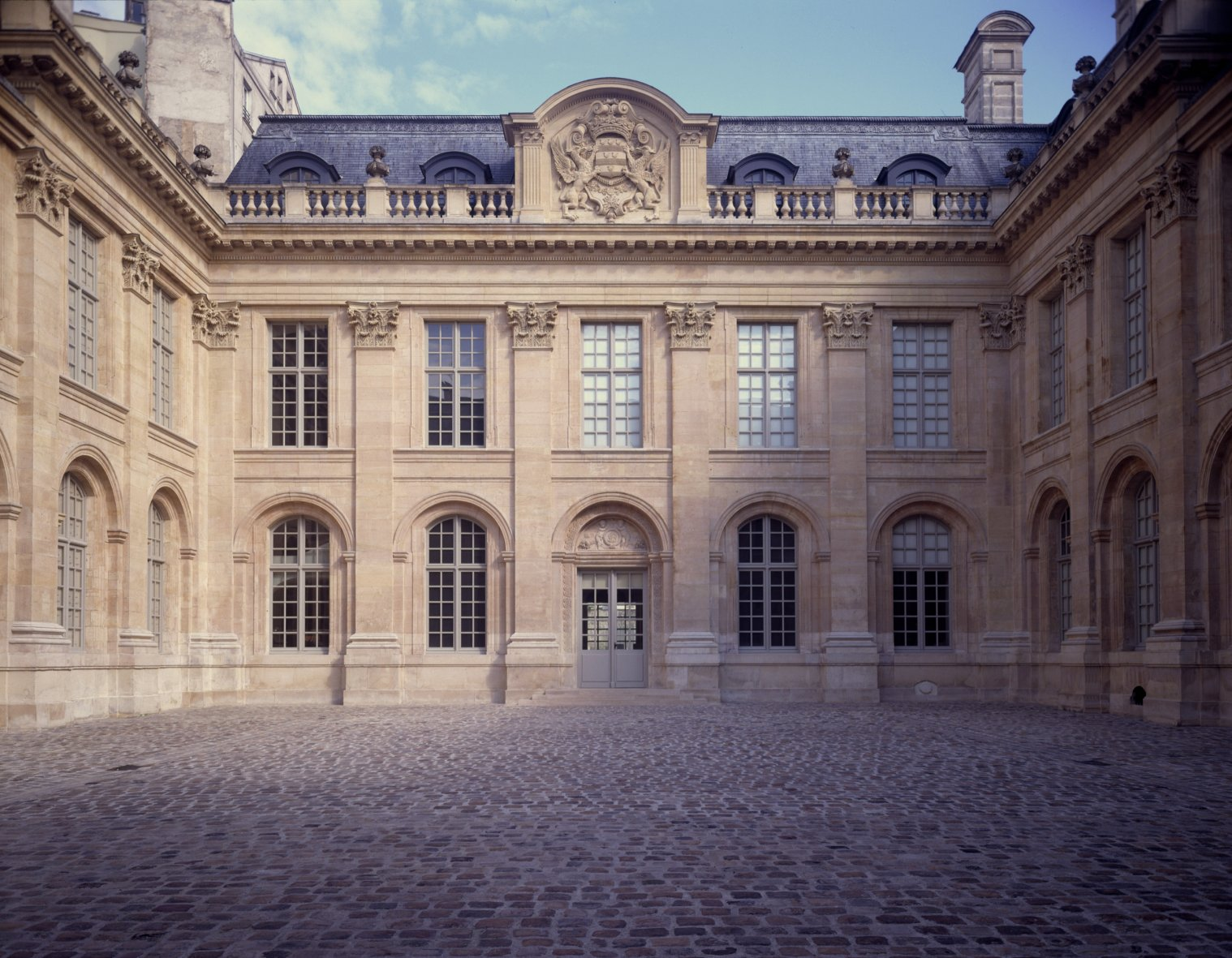
El patio del Hôtel de Saint-Aignan

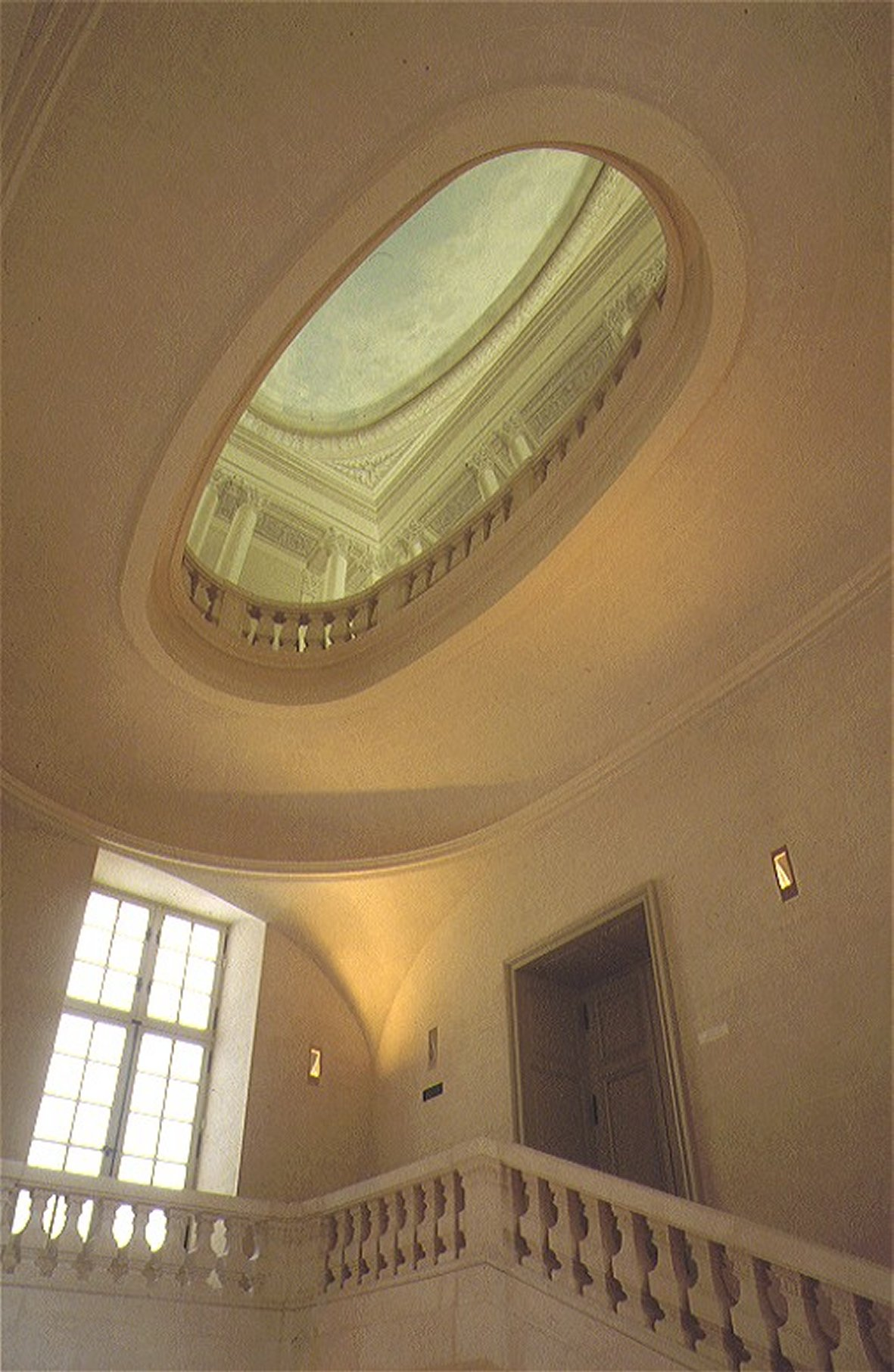
Gran escalera

El hôtel de Saint-Aignan, originalmente  hôtel d'Avaux es un hôtel particulier del siglo XVII, ubicado en la Rue de Temple n.º 71, en el distrito III de París, concretamente en el barrio del Marais. Fue construido entre 1644 y 1650 según los diseños del arquitecto Pierre Le Muet para el superintendente de finanzas del cardenal Mazarino, Claude de Mesmes, conde de Avaux, y luego comprado por Paul de Beauvilliers, duque de Saint-Aignan, quien agregó el Gran escalera. En la actualidad es la sede del Musée d'Art et d'Histoire du Judaïsme .

## Historia
Fue comprado por Paul de Beauvilliers, segundo duque de Saint-Aignan, en 1688. Inició una campaña para remodelarlo y modernizarlo. El segundo piso se convirtió en apartamentos y el jardinero André Le Nôtre rediseñó el jardín como un jardín formal francés.
Fue confiscado por el estado francés en 1792 tras la Revolución Francesa. Se convirtió en la sede del séptimo municipio de París en 1795, y luego del séptimo distrito hasta 1823. Luego se dividió en varios locales comerciales. Imágenes de principios del siglo XX, especialmente las tomadas por Eugène Atget y los Frères Seeberger, muestran la vida de los artesanos judíos de Rusia, Polonia, Rumania y Ucrania que vivían en el edificio.
Durante las redadas de judíos de 1942 por parte del gobierno francés de Vichy, varios de sus habitantes fueron arrestados y deportados. Trece de sus habitantes judíos fueron asesinados en los campos de exterminio nazis.
Fue comprado por la Ciudad de París en 1962 y fue clasificado como monumento histórico en 1963.
Una primera campaña de restauración comenzó en 1978 dirigida por Jean-Pierre Jouve, Arquitecto Jefe de la Oficina Nacional de Monumentos y Sitios Históricos. La segunda campaña de restauración se inició en 1991, dirigida por Bernard Fonquernie, también Arquitecto Jefe de la Oficina Nacional de Monumentos y Sitios Históricos.
Por iniciativa del alcalde de París, Jacques Chirac, fue elegido en 1986 para la instalación de un museo dedicado a la civilización judía: el Museo de Arte e Historia Judíos.

## Arquitectura
Fue construida sobre un gran terreno irregular ocupado por la casa adosada que Claude d'Avaux heredó en 1642. Pierre Le Muet demolió el antiguo edificio y siguió la planta habitual de las grandes mansiones aristocráticas: la residencia en sí se apartó de la calle con un gran patio rectangular en la parte trasera. La planta baja del ala derecha albergaba la cocina, los cuartos de servicio y el comedor. Esta zona es ahora la librería del museo, donde el público puede admirar una serie de frescos excepcionales descubiertos durante la restauración del edificio. Un arco conducía a un segundo patio más pequeño, donde las dependencias y los establos tenían su propia entrada desde la calle. Para crear una sensación de simetría, Le Muet decoró la pared en blanco de la propiedad contigua a la izquierda con pilastras y ventanas falsas que imitaban el ala derecha. Este muro era un vestigio de un muro construido bajo Philippe-Auguste a finales del siglo XII.
Paul de Beauvilliers, duque de Saint-Aignan, compró la mansión en 1688. Realizó una campaña de rehabilitación y modernización del edificio, ampliando el ala derecha con habitaciones en el lado del jardín. Construyó una gran escalera e instaló apartamentos en la antigua galería del segundo piso. Las restauraciones realizadas en el siglo XX tomaron como referencia el final del siglo XVII.